# Rombi di tuono e cieli di fuoco per i Biocombat
Rombi di tuono e cieli di fuoco per i Biocombat (Beast Wars: Transformers) è una serie televisiva d'animazione in computer grafica, vincitrice di un Daytime Emmy Award basata sulla linea di giocattoli Biocombat Transformers, distribuita dalla Hasbro fra il 1995 e il 2000. La serie animata è stata trasmessa in Stati Uniti dal 16 settembre 1996 al 7 maggio 1999, e in Italia tra il 1997 e il 2000 su Italia 1.

## Trama
La serie è ambientata in una continuity intermedia tra l'inizio e la fine del primo episodio della serie animata del 1984 Transformers. La fazione protagonista è formata dai Maximal, discendenti degli Autobot, quella nemica dai Predacon, discendenti dei Decepticon. Entrambe le fazioni, giunte sulla Terra in seguito ad uno scontro interstellare nelle loro astronavi, acquistano la capacità di trasformarsi in animali e non in mezzi di trasporto. I Maximal si trasformano quasi tutti in mammiferi, uccelli e pesci, i Predacon in invertebrati e rettili, perché la produzione considerava i primi meno pericolosi dei secondi. I Maximal, con l'appoggio degli Autobot non ancora senzienti, devono impedire ai Predacon di aiutare i Decepticon a vincere gli scontri della vecchia serie.
Il prologo alla storia è simile a quello della serie originale; le due squadre si scontrano nello spazio sulle loro astronavi, e attraverso un tunnel temporale finiscono nello spazio vicino a un pianeta; precipitano entrambe e subito dopo i Transformers si rendono conto di trovarsi su un pianeta con due lune, molto simile alla Terra che conoscono già. I sistemi di riformattazione li adattano alla vita animale del posto, i sensori e le esplorazioni indicano che il pianeta, quasi identico al nostro, è ricco di Energon grezzo, pronto per essere rubato dai Predacon. Iniziano così le guerre animali.
I Biocombat per attivare il processo di trasformazione pronunciano dei gridi di battaglia, a seconda della fazione, per cambiare forma da animale a robot. I Maximal nel doppiaggio italiano pronunciano la frase "Massimizza!" (in inglese Maximize!) e i Predacon invece pronunciano un semplice "Trasformazione!" (in inglese Terrorize!).

## Episodi
| Stagione         | Episodi | Prima TV originale | Prima TV Italia |
| ---------------- | ------- | ------------------ | --------------- |
| Prima stagione   | 26      | 1996-1997          | 1997            |
| Seconda stagione | 13      | 1997-1998          | 1998            |
| Terza stagione   | 13      | 1998-1999          | 2000            |

## Personaggi e interpreti
Nella serie gli Autorobot (Autobot) e i Distructor (Decepticon) vengono sostituiti rispettivamente dai Maximal e dai Predacon (quest'ultimo nome fu già usato nella prima generazione: ciò ha suscitato molto clamore e molte teorie per giustificare, nella continuity, la longeva presenza di questa fazione). Optimus Prime viene sostituito da un nuovo comandante, Black Jack (Optimus Primal in inglese, Convoy in giapponese). Anche in questo caso, la presenza di un nome così simile all'originale ha fatto nascere molte e controverse teorie, su chi sia veramente Optimus Primal: secondo la storyline è un discendente di Optimus Prime/Commander, con cui si fonde nella terza stagione. Megatron viene sostituito da un omonimo ribelle, che si dimostra molto più abile del suo "antenato e predecessore", e quindi è ancora più malvagio, ambizioso, pericoloso, vile e assetato di potere, nell'elaborare strategie, nel difendere i Predacon contro i Maximal e aspirando a diventare un dio.
La scelta di dare ad Optimus Primal e Megatron rispettivamente la forma alternativa di un gorilla e di un Tyrannosaurus Rex, è un omaggio ad una scena del film King Kong del 1933, dove la scimmia del titolo combatte contro un tirannosauro.

### Maximal
- Black Jack (in inglese Optimus Primal, discendente dell'Optimus Prime originale): Leader dei Maximal, ha tutte le caratteristiche di un grande capo. Sa essere sia compassionevole che spietato in battaglia, ed è dotato di un grande spirito di sacrificio. Il suo scopo è mettere fine alla guerra coi Predacon, ricominciata dopo secoli di tregua. La sua forma animale è un gorilla e diventerà un transmetal, per poi trasformarsi di nuovo con la scintilla di Optimus Prime, unendo l'abilità di guida di quest'ultimo alla sua abilità di volo. Nella prima parte della prima stagione è l'unica unità volante dei Maximal. In Italia è doppiato da Riccardo Lombardo, mentre nel doppiaggio canadese ha la voce di Garry Chalk.
- Ghepard (Cheetor): Giovane e sfrontato, inizialmente Ghepard si fa spesso portare dall'impulsività guidata dal desiderio di dimostrare il suo valore. Negli episodi successivi questa sua attitudine si calma, restando però il personaggio più istintivo. Estremamente veloce, si diverte molto in battaglia e lancia spesso frecciatine ai suoi avversari. Nella terza stagione si diverte a far ingelosire Grifo flirtando con Black Arachnia. La sua forma animale è un ghepardo e diventerà un transmetal 1 e 2. In Italia è doppiato da Mario Scarabelli, mentre nel doppiaggio canadese ha la voce di Ian James Corlett.
- Rhinox: Il tecnico. Nonostante la mancanza di un vicecomandante tra i Maximal, sa essere un grande leader, è tra quelli di cui Black Jack si fida di più e la sua saggezza è d'ispirazione per la sua squadra. Pur essendo addetto alla custodia della navicella, ha dimostrato capacità combattive eccezionali. Le sue abilità di combattimento vengono però compromesse, a metà della prima stagione, dal tentativo dei Predacon di renderlo uno di loro. La sua forma animale è un rinoceronte. In Italia è doppiato da Maurizio Trombini, mentre nel doppiaggio canadese ha la voce di Richard Newman.
- Falcon Lady (Airazor): È nata da una protoforma giunta secondariamente sul pianeta, nella seconda parte della prima stagione. Coraggiosa e sicura di sé, spesso accompagna Tigertron nelle missioni di ricognizione, e tra i due nasce in séguito l'amore. La sua forma animale è un falco pellegrino. In Giappone il personaggio è stato reso maschio e doppiato da una voce maschile (in realtà anche nella versione occidentale doveva essere maschio, ma Hasbro, ritenendo che la serie avesse bisogno di più presenze femminili, ha deciso in seguito di renderlo donna, mentre Takara ha deciso di lasciarlo uomo). Da Arachnia, l'altro personaggio femminile, non differisce solo per la forma animale, ma anche per l'atteggiamento impersonale e per il fatto di combattere raramente a fianco degli altri Maximal. In Italia è doppiata da Caterina Rochira, mentre nel doppiaggio canadese ha la voce di Pauline Newstone.
- Rattilus (Rattrap): Esperto in spionaggio, è il più piccolo del gruppo. Anche se non c'è un secondo in comando dopo Black Jack, è tra quelli di cui il leader si fida di più, e in un'occasione il gorilla gli affida il comando in sua assenza. Sempre sarcastico, nasconde dietro un'apparente maschera di codardia un grande coraggio, e non fugge mai il pericolo anche se all'inizio simula paura e ritrosia. Spesso il suo carattere lo porta a litigare coi compagni, soprattutto con Dinobot, anche se in realtà è legato a loro da un grande senso di amicizia. Con Dinobot instaurerà un legame molto particolare. La sua forma animale è un ratto e diventerà un transmetal. In Italia è doppiato da Claudio Moneta, mentre nel doppiaggio canadese ha la voce di Scott McNeil.
- Dinobot: Inizialmente membro dei Predacon, nel primo episodio tenta di rubare il posto a Megatron, che lo riduce in fin di vita. Dopo aver sfidato in duello Black Jack e aver perso, è salvato dai Maximal che lo accolgono nel loro gruppo. Tuttavia, pur essendo diventato un Maximal, Dinobot mantiene sempre viva la sua anima Predacon, violenta e battagliera, ma nonostante questo si differenzia dai suoi ex-compagni per un grande senso dell'onore, lealtà e spirito di sacrificio, e poco prima di morire scopre di avere in comune con i Maximal ideali di onestà e giustizia mai appartenuti alla sua precedente squadra. Egli prende il nome da quel gruppo di Autobot che divenivano dinosauri, i Dinobot appunto. È forte e aggressivo, e la sua forma animale è un velociraptor. In Italia è doppiato da Mario Zucca, mentre nel doppiaggio canadese ha la voce di Scott McNeil (come Rattrap).
- Tigertron (Tigatron): Originato da una protoforma, si unisce al gruppo verso la metà della prima stagione. Il suo spirito pacifico e calmo lo mette subito in sintonia col nuovo pianeta, che lui ama profondamente. Non ama la guerra e per questo inizialmente decide di non prendere parte attiva al conflitto tra le due fazioni, limitandosi a fungere da informatore. La sua forma animale è una tigre bianca e fisicamente (benché più alto) è simile a Cheetor. In Italia è doppiato da Marco Balzarotti, mentre nel doppiaggio canadese ha la voce di Blu Mankuma.
- Tigerhawk: Compare alla fine della terza stagione, in veste di emissario dei Vok (gli alieni attorno cui ruota parte della storia). In realtà è la fusione tra Tigertron e Falcon Lady, i cui corpi, privati delle scintille, sono uniti proprio dai Vok per creare un guerriero particolarmente potente. Inizialmente soggetto al volere dei suoi creatori, rinsavisce grazie all'intervento di Tarantulas (il quale in realtà voleva renderlo suo schiavo, e sarà poi definitivamente distrutto dai Vok). Le scintille di Falcon Lady e Tigertron si fondono alla fine in un'unica scintilla, per poter abitare il nuovo corpo. È così che Black Jack scopre che Tigerhawk è il possente guerriero Maximal predetto dalle Profezie. La sua forma animale è una tigre alata di tipo Transmetal 2.
- Grifo (Silverbolt): È un fuzor, con le sembianze di un lupo con zampe anteriori, ali e coda d'aquila. Compare all'inizio della seconda serie e, sebbene all'inizio sia convinto dall'eloquenza di Megatron ad arruolarsi come Predacon, se ne stacca presto per unirsi ai Maximal, in virtù della sua nobiltà d'animo che contrasta col carattere malvagio dei Predacon e che non è intaccata non venendo lui riprogrammato. È forte, coraggioso ed estremamente ubbidiente verso il suo capo, anche se l'amore che svilupperà per Black Arachnia lo porterà a ribellarsi agli ordini di Black Jack. In Italia è doppiato da Marco Pagani, mentre nel doppiaggio canadese ha la voce di Scott McNeil (come Rattrap e Dinobot).
- Arachnia (Blackarachnia), vedova nera di tipo Transmetal 2 (solo nella terza stagione).
- Abysses (Depth Charge): Si unisce al gruppo nella terza stagione. Membro di una città distrutta dalla Protoforma X (ovvero Granchior), la segue fin dentro la distorsione temporale per avere la sua vendetta, dalla quale è talmente ossessionato da non volersi unire ai Maximal pur di portarla a compimento. Vecchia conoscenza di Black Jack, questi in séguito riuscirà a convincerlo a unirsi al gruppo. Molto scostante, ama agire da solo e non sopporta la presenza di altri Maximal, ed entra quasi subito in conflitto con Rattilus. In séguito il suo carattere si addolcirà, e in qualche modo prenderà il posto di Dinobot nel cuore del ratto dopo la morte del velociraptor. La sua forma animale è una manta di tipo Transmetal, e ha come terza forma un jet in grado di spostarsi anche in acqua. In Italia è doppiato da Enrico Bertorelli, mentre nel doppiaggio canadese ha la voce di David Sobolov.

### Predacon
- Megatron (successore del Megatron originale): Leader dei Predacon, è un concentrato di forza e intelligenza, ed è un grande manipolatore e stratega, oltre che dotato di un'enorme ambizione e sete di potere, e soprattutto di pura malvagità. È estremamente duro verso i suoi soldati, e li punisce severamente (talvolta distruggendoli) a ogni manchevolezza. La sua forma animale è un tirannosauro nella prima stagione e nella seconda di tipo transmetal, e poi fondendosi col Megatron originale diventa un drago di tipo Transmetal 2 nella terza. In Italia è doppiato da Tony Fuochi, mentre nel doppiaggio canadese ha la voce di David Kaye.
- Tarantulas: È il tecnico del gruppo, e opera all'interno di laboratori nascosti. Fedele a Megatron solo in apparenza, in realtà opera nell'ombra (assieme a Ravage per conto dei Servizi Segreti Decepticon, si scoprirà) al fine di rovesciare il suo capo, ma è guidato più dal desiderio di ritornare a casa piuttosto che dalla volontà di prendere il comando. Guerriero spietato, crudele, infido, traditore, viscido e puramente malvagio, ha sempre un asso nella manica, e non lascia mai niente al caso. La sua forma animale è una tarantola, e diventerà un Transmetal. In Italia è doppiato da Riccardo Peroni, mentre nel doppiaggio canadese ha la voce di Alec Willows.
- Punginator (Waspinator): Altra unità aerea, è un esperto nel pilotaggio di navicelle. Parla sempre in terza persona, e la sua ingenuità lo rende spesso vittima di umiliazioni, anche da parte del suo capo che gli affida spesso compiti secondari. Ciò fa nascere in lui un senso di risentimento, che tuttavia lo sprona a dare sempre il massimo, nel tentativo di ottenere l'affermazione all'interno del suo gruppo. È comunque uno dei personaggi più comici della serie. La sua forma animale è una vespa. In Italia è doppiato da Diego Sabre, mentre nel doppiaggio canadese ha la voce di Scott McNeil (come i Maximal Rattrap, Dinobot e Silverbolt).
- Scorpionok (Scorponok): Esperto nell'artiglieria pesante, è il secondo in comando fino alla sua morte. È estremamente fedele a Megatron, e non tollera tradimenti nei suoi confronti. La sua forma animale è uno scorpione. In Italia è doppiato da Antonio Paiola, mentre nel doppiaggio canadese ha la voce di Don Brown.
- Terrorsaur: Esperto nel combattimento aereo, è estremamente ambizioso, e desidera prendere il posto di Megatron. Sfrutta ogni occasione per attuare i suoi stratagemmi, che purtroppo per lui falliscono sempre, anche a causa della sua superficialità che lo porta a progettare piani inefficaci. Curioso notare che è simile a Starscream: entrambi vogliono tradire i loro leader e nella loro forma alternativa possono volare. Morirà insieme a Scorponok durante l'invasione dei Vok, all'inizio della seconda stagione. La sua forma animale è uno pteranodonte. In Italia è doppiato da Oliviero Corbetta, mentre nel doppiaggio canadese ha la voce di Doug Parker.
- Arachnia (Blackarachnia, fa parte del gruppo nelle prime due stagioni): Originata da una protoforma Maximal, viene sottratta a Black Jack dai Predacon. La sua forza e intelligenza la fanno subito emergere all'interno del gruppo, tuttavia dentro di sé cova il desiderio di ribellarsi a Megatron. Ciò la renderà spesso partner di Tarantulas, anche se i due saranno sempre pronti a tradirsi a vicenda. Verso la fine della seconda serie, inizierà una relazione amorosa con Grifo. Non passa ai Predacon di sua spontanea volontà, ma viene riprogrammata, ossia subisce un lavaggio del cervello che ne altera profondamente la natura, e che sarà risolto solo nella terza stagione. In uno degli ultimi episodi, nonostante l'alleanza con i Maximal, ammette di aver conservato l'indole malvagia a lei conferita dopo essere diventata Predacon. La sua forma animale è una vedova nera, forma scelta appositamente da Tarantulas, probabilmente nella speranza di trovare una compagna. In Italia è doppiata da Loredana Alfieri, mentre nel doppiaggio canadese ha la voce di Venus Terzo.
- Formicon (Inferno): Originato da una protoforma Maximal rubata da Tarantulas e Arachnia. Pur sapendo di essere dalla parte dei Predacon, ha un bug nel cervello che lo costringe a comportarsi come una vera formica rossa (che ne rappresenta la forma animale). È solito chiamare il suo capo Megatron con gli appellativi di "Sua Maestà", "Altezza Reale" e "Mia Regina" (trattamenti che infastidiscono molto il leader dei Predacon) ed inquadra la base dei Predacon come la sua nuova colonia d'adozione, dopo che Tigertron ha annientato la sua distruggendo la navicella che ospitava la protoforma, dove si erano insediate le formiche rosse da cui ha preso il DNA. Ciò lo rende anche un soldato fedele e incorruttibile. Come Black Arachnia, non passa ai Predacon di sua spontanea volontà, ma viene riprogrammato, subendo così un lavaggio del cervello che ne violenta e altera la natura. Estremamente forte, in battaglia sfoga tutta la sua violenza e dimostra un certo sadismo, soprattutto quando vede i suoi avversari in difficoltà. Dopo la morte di Scorponok, subentra come secondo in comando di Megatron. Nel doppiaggio canadese ha la voce di Jim Byrnes, mentre in Italia ha una voce non accreditata.
- Serpex (Quickstrike): Un fuzor, e la sua forma animale consiste in uno scorpione con una testa di cobra al posto della coda. Coraggioso ma violento, ama la battaglia e la distruzione, e non esita ad attaccare chiunque col solo scopo di dimostrare la sua forza. Sebbene egli sia un Maximal d'origine, il suo carattere malvagio lo rende un Predacon perfetto, infatti non è stato riprogrammato ma ha seguito Megatron di sua spontanea volontà. Tuttavia si dimostra piuttosto ingenuo, cadendo spesso vittima delle moine di Black Arachnia, che sfrutta il proprio fascino per fargli fare ciò che vuole. In Italia è doppiato da Gianluca Iacono, mentre nel doppiaggio canadese ha la voce di Colin Murdoch.
- Granchior (Rampage): Un Transformer gigante, nato dal tentativo di replicare la forza del ribelle Scintillor (ossia Starscream, in Italia noto come "Astrum") in una protoforma Maximal. Quindi, come Serpex, non è un riprogrammato ma sostanzialmente un Maximal dall'indole malvagia. Non si unisce ai Predacon di sua volontà, ma lo fa perché Megatron riesce a rubargli un frammento della scintilla vitale, costringendolo a ubbidire ai suoi ordini (frammento che poi il T-Rex userà per creare TwoDinobot). Da un lato si dimostra un personaggio violento e sadico, tendente perfino alla follia, ed è in grado di sbranare altri Transformers; dall'altra dimostra una sensibilità insospettabile (cosa che dimostra nel suo rapporto di amicizia col transformer Convertor), e vuole riottenere la libertà. Ucciderà ricambiato Abysses, in uno degli ultimi episodi della terza stagione. La sua forma animale è un granchio di tipo Transmetal, e ha come terza forma un carro armato. In Italia è doppiato da Stefano Albertini, mentre nel doppiaggio canadese ha la voce di Campbell Lane.
- TwoDinobot (Dinobot II): Versione potenziata del primo Dinobot, è un Maximal trasformato, dalla sua protoforma, in un clone del Dinobot originale con in più il frammento della scintilla di Granchior. Il DNA di Dinobot e il pezzo di scintilla di Granchior sono gli ingredienti finali al culmine di una serie di esperimenti condotti da Megatron per creare un esercito di bestie robot al suo servizio. Al pari dell'originale Dinobot, anche TwoDinobot è un guerriero spietato e feroce, ma non possiede il suo stesso senso dell'onore, sostituito dalla mera brutalità e dal sadismo. È ad ogni modo un combattente veloce e letale. Come Scòrpionok e Fòrmicon, è fedelissimo al suo leader. Al pari degli altri Biocombat, non sappiamo nulla di chi fosse su Cybertron nella sua vita passata prima di divenire una protoforma, e successivamente il clone di Dinobot. Dopo la morte di Granchior, la sua scintilla subisce un'alterazione, riacquistando così il senso dell'onore appartenente al Dinobot originale, e oltretutto la perdita del suono elettronico nella sua voce. Grazie a ciò, TwoDinobot aiuterà i Maximal inviando loro le coordinate di una scialuppa presente nell'Arca, concedendogli la possibilità di reagire. Si ribellerà inoltre agli ordini di Megatron rifiutandosi di far fuoco contro l'Arca. Morirà all'interno della Nemesis durante la sua esplosione. La sua forma animale è un velociraptor di tipo Transmetal 2.

### Altri personaggi
- Ursus (Ravage): è l'antico Decepticon Ravage ("Iena" nel doppiaggio italiano della serie del 1984). Ha l'aspetto di una pantera nera antropomorfa ed anche in questa serie si trasforma in una musicassetta, ed è in grado di rendersi invisibile. Viene incaricato dal consiglio dei Predacon a catturare Megatron per tradimento, alleandosi coi Maximal facendolo prigioniero, ma in séguito Megatron lo convince a unirsi a lui mostrandogli un video dell'originale Megatron. Verrà ucciso da un'esplosione provocata da Rattilus.
- Jak e Una: sono 2 bambini protoumani più precisamente dei Neanderthal salvati dai Maximal, che in séguito divengono loro amici.
- Hammer: è il padre di Jak e Una, e il suo nome deriva dal martello che usa come arma. Soccorre i Maximal e i suoi figli appena in tempo salvandoli dai raptor robotici creati da Megatron.
- I Vok: sono un misterioso popolo alieno e sono una minaccia per le 2 fazioni di Transformers.
- Scintillor (Starscream): è un antico Decepticon il cui corpo è stato distrutto durante la guerra contro gli Autobot da Unicron, dal quale sopravvisse la sua scintilla, che durante il viaggio nello spazio e nel tempo ha raggiunto l'epoca delle guerre animali. Si impossessa del corpo di Punginator, presentandosi al Megatron di Beast Wars come il fedele soldato del suo omonimo, ma come al solito lo tradirà per prendere il suo posto con l'aiuto di Black Arachnia, però sarà proprio quest'ultima a permettere ai Maximal di sconfiggerlo. Alla fine Punginator ritorna quello di prima, mentre Scintillor, sotto forma di scintilla a fine episodio, giura vendetta promettendo di ritornare. Curioso notare che quando Scintillor aveva preso il controllo del corpo di Punginator, si può notare il simbolo dei Decepticon dietro alla nuca del Predacon (al suo posto c'era il simbolo dei Predacon), inoltre dimostra di possedere una velocità molto elevata rispetto agli altri Transformers, la stessa del jet in cui si trasformava nel cartone originale.
- Convertor (Transmutate): è una protoforma Maximal difettosa che non si è legata a nessuna vita animale del pianeta e perciò Granchior definisce la sua natura di tipo mutante. Sia Granchior che Grifo vorrebbero Convertor nelle loro rispettive squadre perché possiede una scintilla simile alla loro e sarà questo il motivo della distruzione di quest'ultimo: i due Transformers si sparano i rispettivi missili, ma Convertor, che si è affezionato a entrambi, gli fa da scudo per evitare che si facciano male. Non è in grado di cambiare forma da animale a robot, ma Convertor possiede in sé un enorme potere che non riesce a controllare ed è in grado di sparare un potente raggio dalla bocca malgrado possieda un cannone al posto del braccio che non usa mai, ed è in grado di volare. È probabilmente asessuato avendo una voce femminile nel doppiaggio originale e una maschile in quello italiano.

## Produzione
Beast Wars: Transformers è una serie rivoluzionaria nella storia dei Transformers, non solo per il suo radicale cambiamento nell'animazione, ma anche per la presenza dei personaggi, che di fatto rappresentano delle nuove entrate. La serie è stata realizzata interamente in computer grafica dal 1996 al 1999 dalla società canadese Mainframe, su commissione della Kenner, società controllata della Hasbro, licenziataria del merchandise e produttrice di tutti i giocattoli derivati dai Transformers per il mercato occidentale. I personaggi non si trasformano più da autoveicoli e velivoli in robot, bensì da animali in robot. Questo è un elemento totalmente nuovo nel panorama dei Transformers e l'idea è stata accolta con molto entusiasmo da parte dei fan.
La presenza di scrittori del calibro di Larry Di Tillio e Bob Forward ha garantito una lunga e complessa continuity interconnessa con la serie storica. 

## Distribuzione
In Italia la serie cambiò il nome in fase di doppiaggio in Rombi di tuono e cieli di fuoco per i Biocombat. Anche i nomi di molti dei robot protagonisti furono cambiati. Rispetto alla versione originale canadese, l'adattamento da parte di Mediaset include varie modifiche nei dialoghi. Nell'edizione italiana, Optimus Prime/Commander è stato chiamato Black Jack, stesso nome adottato per Optimus Primal.